# Macadamia integrifolia

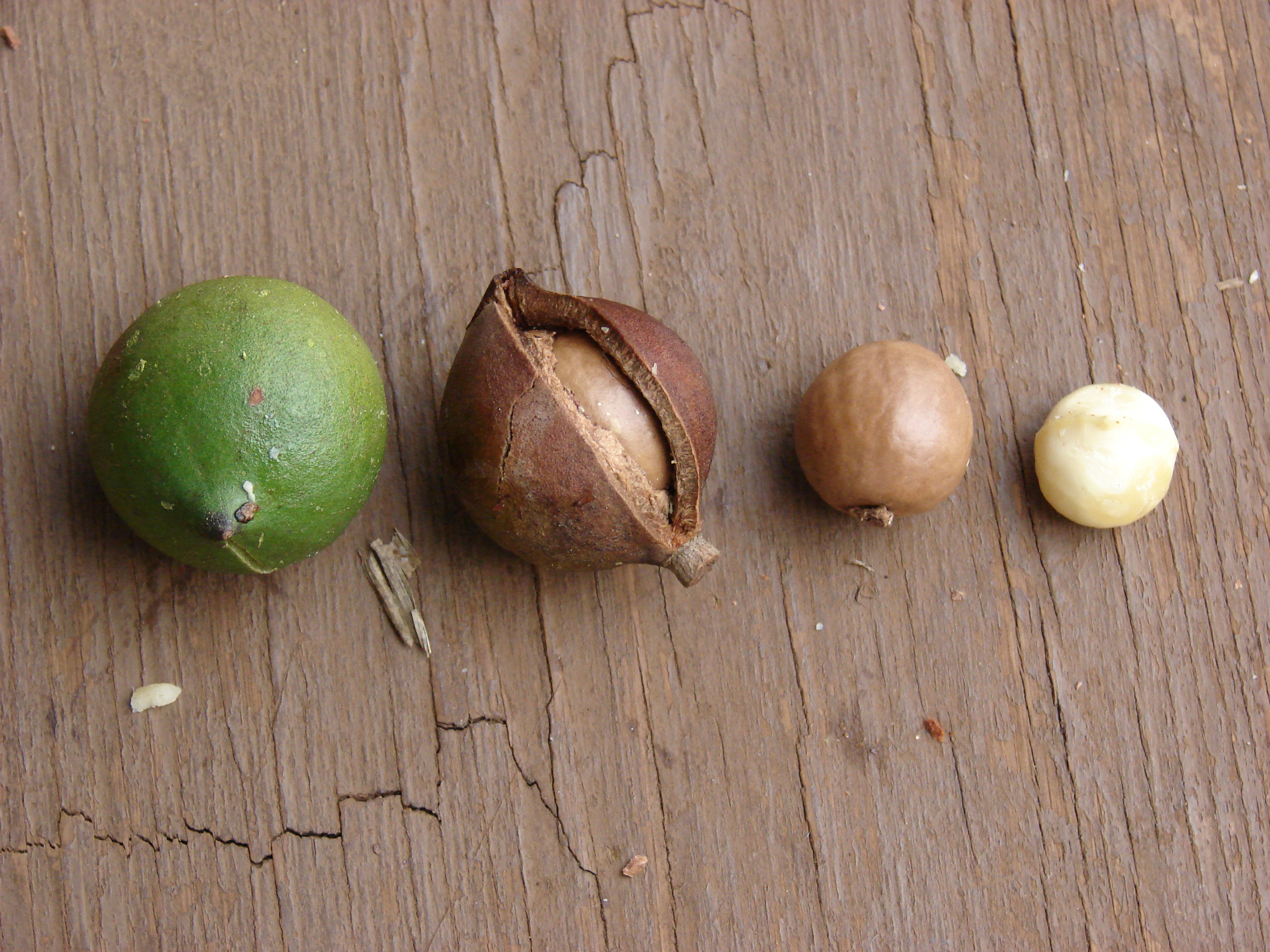
Fruto e semente de M. integrifolia (fruto verde e maduro; semente com casca e descascada).

Macadamia integrifolia é uma árvore da família Proteaceae, nativa da Nova Gales do Sul e Queensland (Austrália), cultivada nas regiões subtropicais para a produção de nozes, conhecidas comercialmente como macadâmia, utilizada para alimentação humana e para a produção de um óleo, o óleo de macadâmia, usado na preparação de alimentos e de cosméticos. 

## Descrição
A espécie é uma árvore pequena, com folhas perenes. As folhas apresentam margens dentadas, com 7 a 15 cm de comprimento. As flores são brancas ou rosáceas, Os frutos são lenhosos e arredondados, com 2 a 3,5 cm de diâmetro.
A espécie foi introduzida no México, sendo cultivada nos estados de Michoacán e Jalisco.

## Taxonomia
A espécie Macadamia integrifolia foi descrita por Maiden & Betche e publicado em Proceedings of the Linnean Society of New South Wales, ser. 2 21(84): 624–625. 1896.